# Giải FFCC cho phim hoạt hình hay nhất
Giải FFCC cho phim hoạt hình hay nhất là một trong các giải của FFCC dành cho phim hoạt hình được bầu chọn là hay nhất. Giải này được lập từ năm 1999.

## Các phim đoạt giải

### Thập niên 1990
| Năm  | Phim           | Đạo       |
| ---- | -------------- | --------- |
| 1999 | The Iron Giant | Brad Bird |

### Thập niên 2000
| Năm  | Phim                                           | Đạo diễn                      |
| ---- | ---------------------------------------------- | ----------------------------- |
| 2000 | Chicken Run                                    | Peter Lord & Nick Park        |
| 2001 | Shrek                                          | Andrew Adamson & Vicky Jenson |
| 2002 | Spirited Away (Sen to Chihiro no kamikakushi)  | Hayao Miyazaki                |
| 2003 | Finding Nemo                                   | Andrew Stanton                |
| 2004 | The Incredibles                                | Brad Bird                     |
| 2005 | Wallace & Gromit: The Curse of the Were-Rabbit | Steve Box & Nick Park         |
| 2006 | Monster House                                  | Gil Kenan                     |
| 2007 | Ratatouille                                    | Brad Bird                     |
| 2008 | WALL-E                                         | Andrew Stanton                |

Bản mẫu:FFCC Awards Chron